# Ellerborn (Lübben (Spreewald))
Ellerborn, niedersorbisch Wólšyny, ist ein zum Ortsteil Steinkirchen gehörender Wohnplatz der Stadt Lübben (Spreewald) im Landkreis Dahme-Spreewald in Brandenburg. Die Postleitzahl von Ellerborn lautet 15907, die Telefonvorwahl ist 03546.

## Lage
Ellerborn liegt im südwestlichen Teil des Spreewaldes in der Niederlausitz, etwa vier Kilometer südlich des Lübbener Stadtzentrums und sechs Kilometer nordwestlich von Lübbenau. Umliegende Ortschaften sind Steinkirchen im Norden, Bukoitza im Osten, Ragow im Süden, Terpt im Südwesten, Neuendorf im Westen und Treppendorf im Nordwesten. Südwestlich von Ellerborn liegt das gleichnamige Naturschutzgebiet und östlich die Ribocka.
Die Einzelsiedlung liegt direkt an der Landesstraße 49 zwischen Lübben und Lübbenau. Östlich von Ellerborn läuft die Bahnstrecke Berlin–Görlitz vorbei.

## Geschichte
Das Försteretablissement Ellerborn wurde im Jahr 1845 innerhalb der Landgemeinde Steinkirchen gegründet und benannt. Die Siedlung gehörte zunächst zum Landkreis Lübben in der preußischen Provinz Brandenburg. Im Jahr 1864 hatte Ellerborn zehn Einwohner. Bei der Volkszählung vom 1. Dezember 1871 wurden in Ellerborn neun Einwohner verzeichnet. Am 1. April 1939 wurde die Gemeinde Steinkirchen aufgelöst und mit ihren Wohnplätzen in die Stadt Lübben eingegliedert.
Nach dem Ende des Zweiten Weltkrieges gehörte Ellerborn zur Sowjetischen Besatzungszone und ab Oktober 1949 zur DDR. Bei der Kreisreform am 25. Juli 1952 wurde Lübben die Kreisstadt des neuen Kreises Lübben im Bezirk Cottbus. Nach der Wiedervereinigung gehörte Ellerborn zunächst zum Landkreis Lübben in Brandenburg, der am 6. Dezember 1993 im neuen Landkreis Dahme-Spreewald aufging.